# بول اوژیه
بول اوژیه (فرانسوی: Bulle Ogier‎؛ زادهٔ ۹ اوت ۱۹۳۹) بازیگر، و فیلم‌نامه‌نویس اهل فرانسه است.
از فیلم‌ها یا برنامه‌های تلویزیونی که وی در آنها نقش داشته‌است می‌توان به سمندر، جذابیت پنهان بورژوازی، سلین و ژولی قایق‌سواری می‌کنند، لا والی، دو، مؤسسه زیبایی ونوس، بومرنگ اشاره کرد.
وی همچنین برنده جوایزی همچون لژیون دونور شده است.